# جورج هيكينلوبر
جورج هيكينلوبر (بالإنجليزية: George Hickenlooper) (و. 1963 – 2010 م) هو مخرج أفلام، وكاتب سيناريو، ومنتج أفلام أمريكي، ولد في سانت لويس، ميزوري، توفي في دنفر، عن عمر يناهز 47 عاماً.

## التعليم
تعلم في جامعة ييل.

## وصلات خارجية
- جورج هيكينلوبر على موقع IMDb (الإنجليزية)
- جورج هيكينلوبر على موقع ألو سيني (الفرنسية)
- جورج هيكينلوبر على موقع أول موفي (الإنجليزية)
- جورج هيكينلوبر على موقع بوكس أوفيس موجو (الإنجليزية)
- جورج هيكينلوبر على موقع قاعدة بيانات الأفلام السويدية (السويدية)
- جورج هيكينلوبر على موقع إن إن دي بي (الإنجليزية)
- جورج هيكينلوبر على موقع قاعدة بيانات الفيلم (الإنجليزية)
- جورج هيكينلوبر على موقع كينوبويسك (الروسية)